# Tomáš Rak
Tomáš Rak es un deportista checo que compite en piragüismo en la modalidad de eslalon. Ganó tres medallas en el Campeonato Europeo de Piragüismo en Eslalon, en los años 2015 y 2018.

## Palmarés internacional
| Campeonato Europeo | Campeonato Europeo      | Campeonato Europeo | Campeonato Europeo |
| Año                | Lugar                   | Medalla            | Competición        |
| ------------------ | ----------------------- | ------------------ | ------------------ |
| 2015               | Markkleeberg (Alemania) | Medalla de plata   | C1 por equipos     |
| 2018               | Praga (República Checa) | Medalla de bronce  | C1 individual      |
| 2018               | Praga (República Checa) | Medalla de bronce  | C1 por equipos     |